# Гааге, Виктор Артурович
Виктор Артурович Гааге (15 [28] января 1905, Санкт-Петербург — 1981) — заслуженный тренер СССР. Мастер спорта СССР по пулевой стрельбе. Участник Великой Отечественной войны.

## Биография
Виктор Артурович Гааге родился 15 января 1905 года. Был воспитанником Рязанского областного спортивно-стрелкового клуба. Выступал за ДОСАРМ (Москва). Защитил звание мастера спорта.
В 1920-х и 1930-х годах становился неоднократным чемпионом и рекордсменом СССР.
Как преподаватель МЭИ, принимал участие в подготовке ко второй всесоюзной межнаркоматской спартакиады студенчества, которая проходила летом 1937 года. Он был главой стрелковой команды института.
С 1930 по 1940 год был тренером в Рязани.
Участник Великой Отечественной войны. После того, как получил ранение на фронте, вернулся к преподавательской деятельности в МЭИ
6 ноября 1945 года награжден орденом Славы III степени.
В 1947 году становился чемпионом СССР в командном зачёте и стал вторым призером чемпионата СССР. В 1949 году — чемпионом СССР в личном и командном зачёте.
В 1957 году стал заслуженным тренером СССР.
Среди студентов, которые у него учились в МЭИ, был А.Фигелов — автор книги «Азбука компьютера».
Виктор Артурович Гааге умер в 1981 году. Похоронен на Ваганьковском кладбище в Москве (1 уч.).
Жена — Муза Дмитриевна Князева.